# Necchi
La Necchi è un'azienda italiana attiva nel settore metallurgico e metalmeccanico, conosciuta principalmente per la produzione di macchine per cucire per utilizzo domestico.

## Storia

### Fondazione
Nel 1835 la famiglia Necchi avviò a Pavia un'attività nel settore della lavorazione della ghisa, specializzata nella produzione di radiatori per riscaldamento e scambio termico. Nel 1865 l'impresa fu stabilita presso l'abitazione della famiglia, situata nei cosiddetti Corpi santi di Pavia. Al principio degli anni ottanta dell'Ottocento fu possibile un primo ampliamento dell'attività commerciale e dello stabile, alla quale, nel corso dei decenni, si aggiunse un'officina meccanica con annessa fonderia per getti di ghisa.
Nel 1892 lo stabilimento occupava 85 operai e produceva radiatori, ponti in ferro, tettoie, macchine e strumenti agricoli, distribuiti soprattutto nell'area agricola di Pavia. Nel 1895 la Necchi acquistò un ulteriore stabile, di fronte a quello in cui si era svolta fino ad allora l'attività, e nel 1896 mise in opera un ampliamento del primo opificio, per costruirvi una nuova fonderia.
Nel 1900 la società, guidata dal signor Ambrogio Necchi, costruì una nuova fonderia (divenuta in seguito Necchi-Campiglio) distesa su un'area di 80.000 m² con un organico di circa mille operai; la buona qualità dell'azienda e dei prodotti da questa commercializzati convinsero la proprietà a trasferire nuovamente la fonderia (divenuta la più importante della città) da corso Cairoli 3 in una nuova sede, collocata nell'area tra il Navigliaccio e lo scalo-merci, in modo da soddisfare le ulteriori, rinnovate esigenze.
Dopo una trattativa con il Comune di Pavia, si scelse infatti di costruire il nuovo edificio industriale lungo la strada che conduceva ad Abbiategrasso. Nel 1904, all'estrema periferia occidentale della città, in prossimità della stazione ferroviaria, fu edificato un complesso industriale che di lì a qualche anno avrebbe progressivamente inglobato i fabbricati di altre due aziende locali: la Gaslini-Rizzo e il risificio Traverso-Noè.
Il nuovo stabilimento fu pensato per essere utile nel settore della produzione della materia prima, motivo per cui lo si costruì accanto alla ferrovia Milano-Genova, alla quale venne collegato da appositi raccordi. Dotato di due forni di fusione, produceva radiatori per caloriferi, in quel periodo il prodotto principale dell'azienda, 

Tra la fine del 1907 e l'inizio del 1908, Ambrogio Necchi acquistò un nuovo appezzamento di terreno dall'amministrazione comunale, disposta a cedere aree di proprietà pubblica a scopi industriali e nel 1908, la Società anonima fonderie Ambrogio Necchi allargò la propria attività produttiva ampliando e adattando il preesistente stabilimento dell'ex Fonderia Torti e ing. G. Callegari alla produzione di vasche da bagno smaltate e cucine economiche.
Tra il 1908 e il 1911 nei due nuovi stabilimenti, pur con leggere variazioni stagionali, lavorò un numero di operai compreso tra 900 e 1150; nel 1913 la Necchi riuscì ad aggiudicarsi la piazza d'Armi dal Comune di Pavia, iniziando, nel 1915, a costruire un nuovo stabilimento, che diventò operativo nel 1919.

### Il primo dopoguerra

Macchina per cucire anni '30

Ambrogio Necchi morì nel 1916, durante la prima guerra mondiale; al termine del conflitto, nel 1919, il figlio Vittorio Necchi prese le redini dell'azienda ed iniziò a produrre le prime macchine per cucire, denominate "BD" ed azionate a mano. Erano gli anni in cui la cucitura meccanica iniziava a diffondersi anche in Italia, convincendo anche altri imprenditori a iniziare una produzione di cucitrici, contrastando l'importazione di marchi tedeschi, americani e russi; fra questi, oltre a Necchi, vi furono la Borletti, la Visnova, la Salmoiraghi e la Vigorelli. Le "Industrie Riunite Italiane" - così era stato chiamato il nuovo ramo produttivo - avviarono la propria attività con soli 50 dipendenti, che nel 1920 arrivarono a produrre circa 2000 macchine per cucire all'anno in un nuovo stabilimento appositamente dedicato a questa produzione.
Nel 1925 - cedute ad altri membri della famiglia le fonderie di ghisa comune e la smalteria, che andarono a formare le Fonderie A. Necchi e A. Campiglio - la fabbrica, modificando il proprio nome in "Società anonima Vittorio Necchi", si spostò nel nuovo sito di piazza D'Armi dove incrementó sensibilmente la produzione.
Nel 1932 fu completata la prima macchina per cucire per uso domestico con cucitura brevettata a "zig-zag", la "BU"; questa permetteva di eseguire senza accessori motivi ornamentali e di punti diversi, di rammendare, di attaccare bottoni e di fare asole.
La produzione era oramai di 6120 macchine all'anno, mentre la Necchi continuò a crescere; entrò in azienda un direttore tecnico, Emilio Cerri, ingegnere proveniente dalla Fiat, che riordinò il settore produttivo; nel 1930 il numero di macchine fabbricate salì ad oltre 19 000, più di 2000 delle quali esportate.

### Il secondo dopoguerra

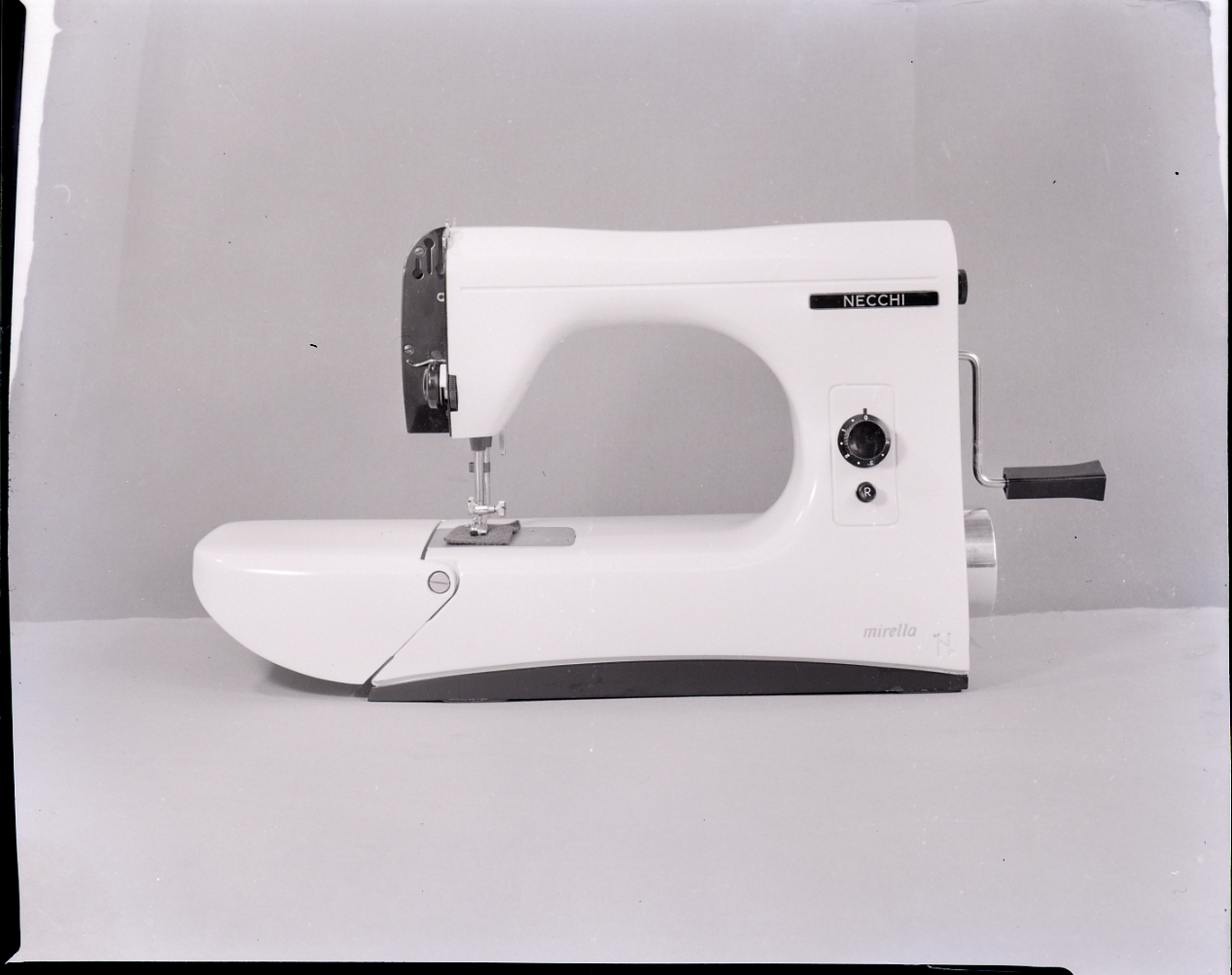
Macchina per cucire Mirella disegnata da Marcello Nizzoli per V. Necchi Spa. Foto di Paolo Monti, 1960.

Nel secondo dopoguerra la Necchi si avviò ad essere un'impresa in grado di produrre più di mille macchine al giorno, con circa 4.500 dipendenti, 10.000 negozi di vendita ed una ampia rete di assistenza. Circa il 40% delle 120.000 macchine per cucire fabbricate in Italia nel 1947 uscirono da questi stabilimenti.
Nel periodo dagli anni cinquanta agli anni settanta la Necchi vede riorganizzato anche il flusso produttivo, dall'ingresso delle materie prime e dei semilavorati fino all'assemblaggio finale, con l'adozione della catena di montaggio. La riorganizzazione coinvolse anche il rinnovamento dei macchinari (finanziati sia dalla proprietà che utilizzando gli aiuti economici ottenuti nell'ambito del Piano Marshall) ed all'inizio degli anni cinquanta fu ripensata l'intera struttura aziendale ed il suo coordinamento.
Notevole importanza ebbe lo sviluppo della rete di distribuzione del secondo dopoguerra poiché in tal senso, un ruolo predominante fu svolto da Leon Jolson, figlio di un agente Necchi di Varsavia di origini ebraiche rifugiatosi negli Stati Uniti. Fu Leon, alla fine del conflitto, a riprendere l'attività di rappresentanza a New York, contribuendo con la sua fitta rete di agenti alla diffusione delle macchine Necchi sul mercato americano. Il modello di Jolson fu poi esportato dalla Necchi anche in altri paesi.

### Ricerca e sviluppo
Nel settore ricerca e sviluppo del prodotto si procede in modo innovativo, lungo due direttrici: da una parte lo sviluppo ed alla ricerca tecnologica; dall'altra il design inteso, più che come armonia estetica, come sistema per ottimizzare l'ergonomia, la facilità d'uso e la semplicità di apparecchi destinati a impegnare maestranze, sarte di casa, e semplici casalinghe per molte ore.
Nel 1953 viene lanciata la Necchi Supernova, nel 1955 la Lidia e nel 1956 la Mirella, il cui disegno fu realizzato da Marcello Nizzoli.
La Supernova viene considerata il primo prodotto ad unire innovazione tecnologica ad un disegno evoluto e, premiata con il "Compasso d'Oro", possedeva funzioni che la rendevano un "laboratorio automatico" grazie all'utilizzo di memorie meccaniche che guidavano l'esecuzione dei ricami. Nel 1956 con la prima Mirella (che entrerà a far parte della mostra permanente del MOMA di New York) Necchi nuovamente vinse il "Compasso d'Oro" oltre al "Gran Premio" della XI Triennale di Milano.
Anche la dirigenza viene ampiamente rinnovata: nel 1948 era stato assunto in fabbrica Gino Martinoli, che per più di un decennio aveva ricoperto l'incarico di direttore tecnico alla Olivetti di Ivrea, per poi essere assunto nel settore meccanico dell'IRI. La prima decisione del nuovo direttore fu quella di accrescere la manodopera: vennero così assunte circa 800 nuove unità, reperite nel circondario pavese e nella primavera del 1949 la Necchi occupava 2034 addetti, tra produzione e servizi.
A metà degli anni Cinquanta, al termine del processo di riorganizzazione, a fronte di un aumento della manodopera (circa 4.500 unità), l'efficienza del sistema aveva raggiunto i suoi massimi livelli e il numero di ore impiegate per produrre una macchina per cucire si era ridotto di oltre un terzo, garantendo alla Necchi il predominio sul mercato nazionale, di cui deteneva circa il 90% assieme alle società Singer e Vigorelli. La Necchi era predominante anche nel settore dell'esportazione, dove la quota era pari al 74% del totale esportato.
Negli anni sessanta, sempre sotto la guida di Vittorio Necchi, assorbì anche il risificio Noè-Traverso e l'oleificio della Gaslini-Rizzi e nacque così una nuova rilevante realtà industriale: la "Necchi e Campiglio", con più di mille operai impiegati.

### Il declino
Complici l'avvento del vestiario confezionato ed il conseguente declino della cucitura domestica, lo spostamento verso altri paesi delle manifatture tessili e la disponibilità di prodotti d'importazione a prezzi irrisori, l'impero Necchi entrò in crisi già negli anni sessanta.
La Necchi tentò la diversificazione produttiva, iniziando una produzione su licenza di frigoriferi e dei loro compressori, attività che la porterà ad aprire un suo settore compressori (Necchi Compressori Spa), trasformata poi nel 2000 in European Refrigerators Compressors ed infine ceduta alla famiglia indiana dei Dhoot per un presunto - e mai avvenuto - rilancio.
Il declino però di questa e di tutte le altre attività della Necchi fu comunque irreversibile, segnato anche dalla lunga malattia e della morte di Vittorio Necchi avvenuta nel 1975.

### Il rilancio e la crisi
Verso la fine degli anni settanta, a seguito del subentro nella proprietà di una cordata d'imprenditori (tra cui le famiglie Marzotto, Merloni e Nocivelli) a cui faceva capo l'ingegner Bruno Beccaria, viene avviato con successo il processo di risanamento aziendale, che culminerà nel 1985 con la quotazione della società presso la borsa valori di Milano.
Tale periodo fu caratterizzato da anni di rinnovata attività, in cui, tra l'altro, vennero lanciati nuovi prodotti, tra i quali si ricorda in particolare la cucitrice "Logica", disegnata da Giorgetto Giugiaro nel 1983, con pannello comandi elettronico.
L'ultima crisi finanziaria della Necchi avvenne nel primo decennio degli anni 2000, periodo nel quale si registrò il passaggio della proprietà in capo alla Banca Popolare di Lodi. A questa operazione seguirono alcuni progetti per un aumento del capitale sociale della società - il cui amministratore delegato era Giampiero Beccaria - mediante conferimenti di obbligazioni, operazioni di bilancio che porteranno anche all'intervento della Consob e della magistratura.
La Necchi a quel punto cessò ogni attività e gli stabilimenti di Pavia vennero chiusi. Le aree abbandonate vennero acquisite da diversi gruppi con progetti di ricostruzione residenziale. Attualmente l'area, costellata di capannoni abbandonati e fatiscenti, è così considerata dal Comune di Pavia: "di scarsa qualità architettonica fatta eccezione per l'ampliamento del precedente stabilimento Necchi progettato da Marco Zanuso nel 1961 ed è quindi prevista la demolizione degli edifici che attualmente insistono sull'area e alla successiva riqualificazione e riutilizzo del comparto attraverso l'inserimento di funzioni diversificate".

### La Necchi oggi
L'unica attività sopravvissuta all'ultima crisi fu quella legata alle macchine per cucire per la famiglia, gestita tramite la "Necchi macchine per cucire S.r.l.". che nel 2006 venne acquisita da Alpian Italia S.p.A., distributore in Italia per le macchine per cucire del gruppo Toyota.
Quest'ultima nel 2010 ha realizzato una nuova unità logistica a Stradella e nel 2011 ha cambiato la propria denominazione sociale divenendo Necchi S.p.A e mantenendo la nuova sede di Stradella oltre alla sede direzionale situata ad Ariccia.
Nella realtà, se la commercializzazione si è estesa anche a aspirapolvere e altri elettrodomestici, l'attività produttiva è soprattutto concentrata sull'importazione di prodotti assemblati all'estero, pur su disegno e progetto nazionale. La dirigenza della Necchi ha poi cercato di valorizzare e separare il settore delle macchine per cucire, acquisendo marchi storici quali Vigorelli e Millepunti.
Dal 2023 circa i marchi Necchi e Sèleco sono controllati dalla ditta romana BTV, affiliata alla holding dei negozi Risparmio Casa, che a metà 2025 prosegue sia l'attività di importazione di piccoli elettrodomestici che quella di cucito.

## Archivio

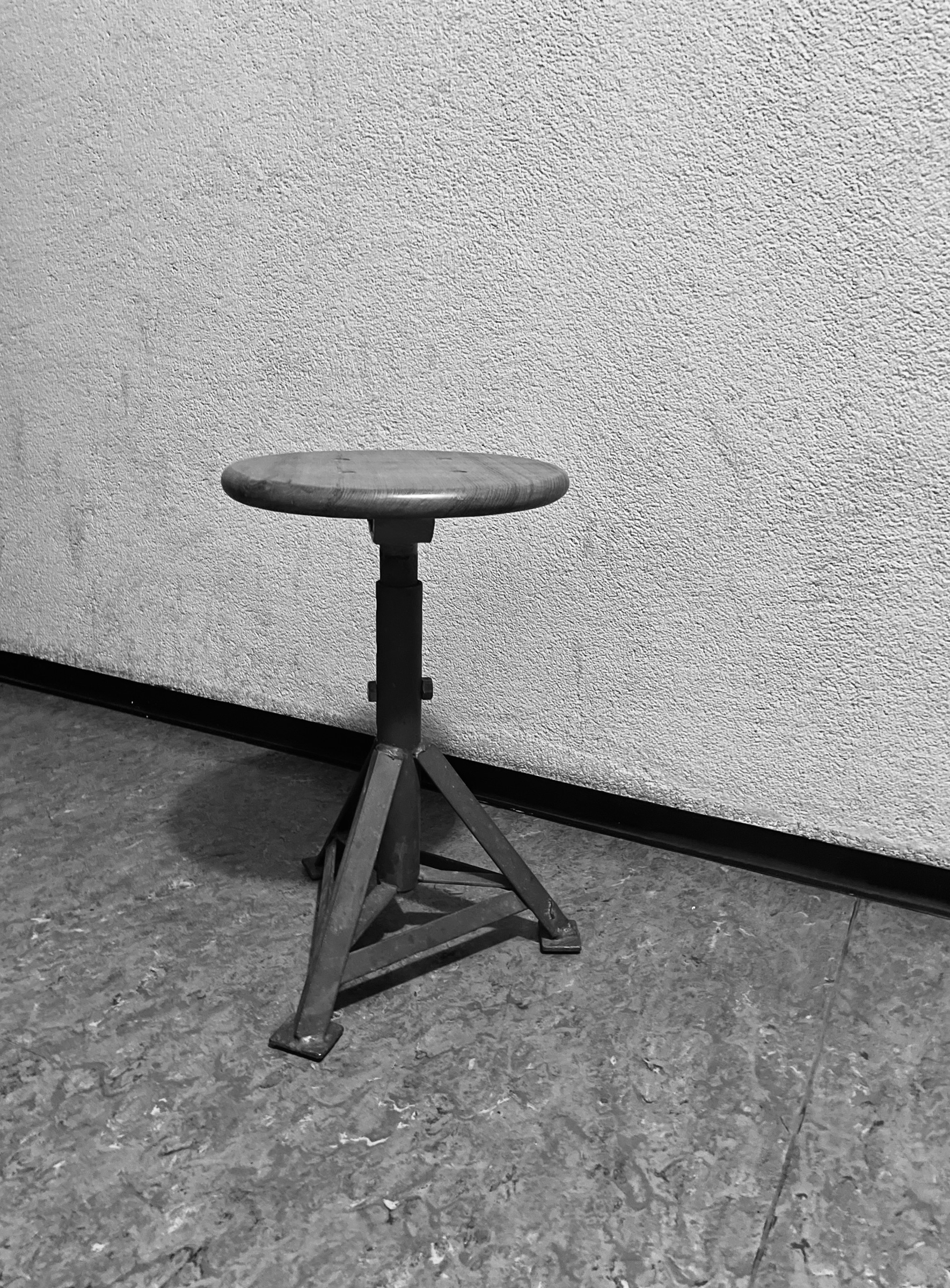
Necchi - sgabello per macchina da cucire, 1967 - Prato

La documentazione relativa all'attività di costruzione di macchine per cucire è conservata a Pavia da Necchi SpA, nei fondi Necchi SpA (estremi cronologici: 1927-2003) e Necchi Macchine per Cucire Srl (fino al 1997) e Necchi SpA / divisione Macchine per Cucire (1997-2000) con precedenti Necchi SpA (dal 1975).